# Nowy Cmentarz Żydowski w Cieszynie
Nowy Cmentarz Żydowski przy ulicy Hażlaskiej w Cieszynie jest jedną z dwóch (obok Starego Cmentarza Żydowskiego) izraelickich nekropolii w mieście.

## Historia

### Założenie cmentarza
Powstanie cmentarza związane było z brakiem miejsc grzebalnych na starym kirkucie. W 1898 r. gmina żydowska nabyła od Andrzeja Folwarcznego fragment gruntu położony powyżej starszej nekropolii i wystąpiła do władz miasta o pozwolenie na urządzenie nowego cmentarza, które uzyskała w roku 1900. Protesty okolicznych mieszkańców spowodowały jednak wstrzymanie jego wykonania przez austro-węgierskie Ministerstwo Spraw Wewnętrznych w roku 1902 i dopiero po odwołaniu się gminy do Naczelnego Sądu Administracyjnego w Wiedniu władze cofnęły swe zastrzeżenia. W 1906 r. rozpoczęto budowę cmentarza, którą zakończono w połowie roku następnego. Powstanie cmentarza związane jest z osobą prezesa gminy żydowskiej – Josepha Philippa Glesingera (zm. w 1909 r.), który był także jedną z pierwszych osób na nim pochowanych. Do dziś stoi grobowiec Glesingerów, który został wykonany przez firmę kamieniarską Theodora Becke z Morawskiej Ostrawy, a nagrobek z piękną płaskorzeźbą przedstawiającą pejzaż górski z zachodzącym słońcem wykonał Otto Jarl (1856–1915), znakomity artysta szwedzki zamieszkały w Wiedniu.
Plan cmentarza oraz domu przedpogrzebowego wykonał cieszyński budowniczy Alojzy Jedek, jednak ostatecznie przyjęto projekt domu przedpogrzebowego architekta Jakoba Gartnera z Wiednia. Dom przedpogrzebowy został wybudowany w centralnej części założenia cmentarnego, zaś na południowym krańcu zbudowano budynek kancelarii cmentarza oraz kostnicę. Cmentarz o powierzchni 1,14 hektara ogrodzono, a w przedniej części wybudowano mur z efektowną bramą ozdobioną gwiazdami Dawida.
Tak przygotowany cmentarz otwarto 25 czerwca 1907 r. i od tej pory stał się główną nekropolią cieszyńskiej gminy wyznaniowej, choć sporadyczne pochówki odbywały się także na Starym Cmentarzu. W 1913 r. gmina dokupiła jeszcze kawałek przylegającego do parceli gruntu pod przyszłą rozbudowę cmentarza.

### Podczas II wojny światowej
Na początku września 1939 r. cmentarz został zamknięty przez okupacyjne władze niemieckie, a w 1941 r. skonfiskowany na rzecz III Rzeszy. W marcu 1943 r. wydano zarządzenie o przekształceniu cmentarzy cieszyńskich w parki, gdyż po „przesiedleniu” miejscowych Żydów nie będą już używane. Do końca wojny nic jednak w tej kwestii nie przedsięwzięto i kirkut przetrwał okupację w dobrym stanie.

### Po wojnie
Po wojnie cmentarzem opiekowała się Kongregacja Wyznania Mojżeszowego w Cieszynie, a od 1966 r. Kongregacja w Bielsku-Białej. Pochowano tu niewiele osób, a ostatni pochówek miał miejsce w 1961 r. (Edward Weber). Następowała szybka dewastacja cmentarza – liczne marmurowe i granitowe obeliski masowo rozkradano i przerabiano na nowe chrześcijańskie nagrobki lub stosowano jako materiał budulcowy na okolicznych osiedlach. W 1974 r. wojewoda katowicki wydał decyzję o zamknięciu cmentarza dla celów grzebalnych, a w 1986 r. cmentarz został wpisany do rejestru zabytków. Po 1989 r. Gmina Wyznaniowa Żydowska w Bielsku-Białej usiłuje zachować czystość i na bieżąco dokonywać niezbędnych napraw na terenie cmentarza. W latach 1997–1999 ze środków Edwarda J. Phillipsa – amerykańskiego Żyda z Minneapolis w USA oraz Tadeusza J. Dordy – ewangelika z Cieszyna zamieszkałego w Kalifornii uporządkowano teren cmentarza oraz wyremontowano bramę wejściową. Niestety dom pogrzebowy był w stanie uniemożliwiającym powrót do wyglądu pierwotnego, dlatego też pozostawiono tylko frontową ścianę budynku jako tzw. „trwałą ruinę”.
Obecnie na terenie o powierzchni 0,75 ha zachowało się ponad 100 nagrobków.

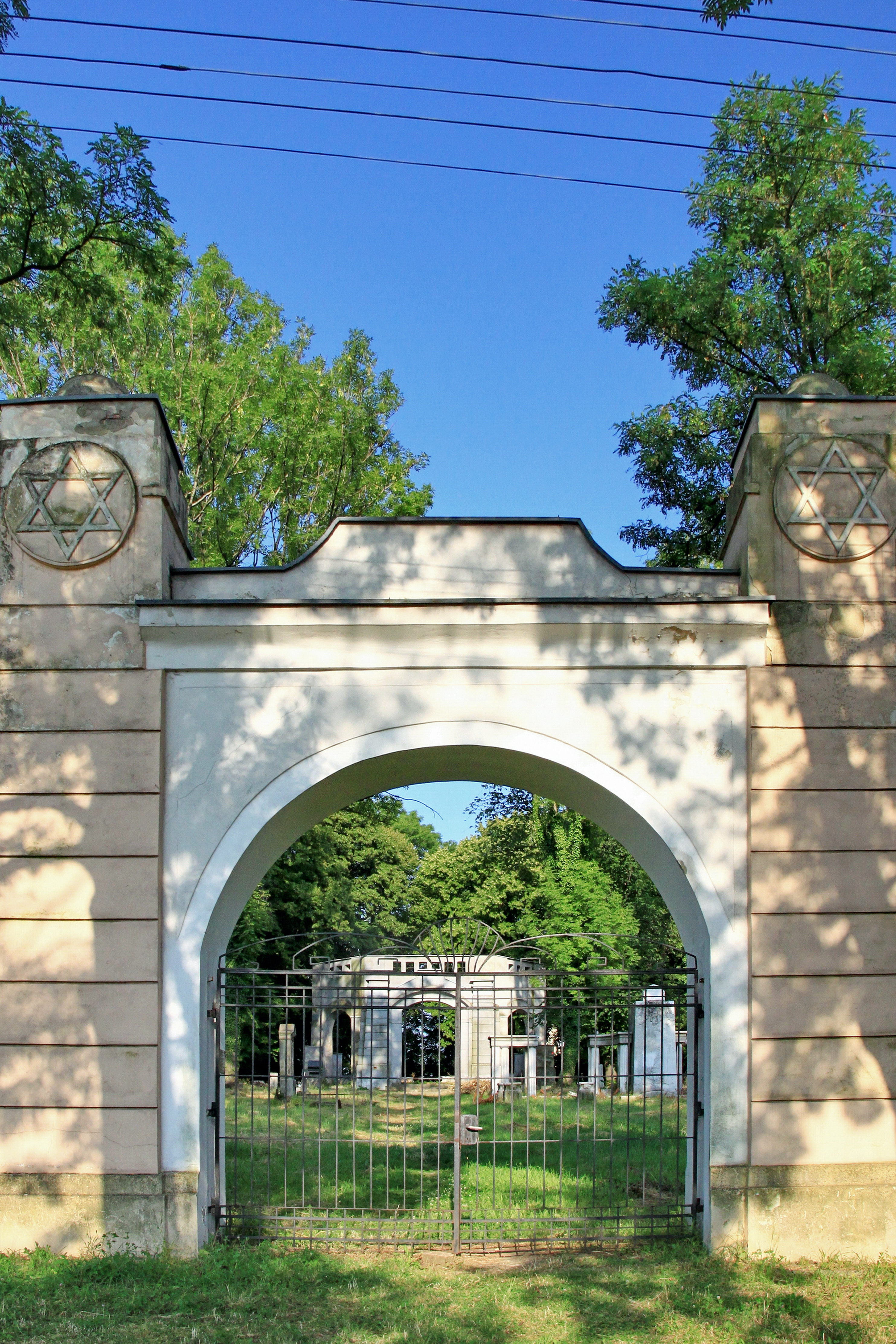
Brama główna przy ul. Hażlaskiej
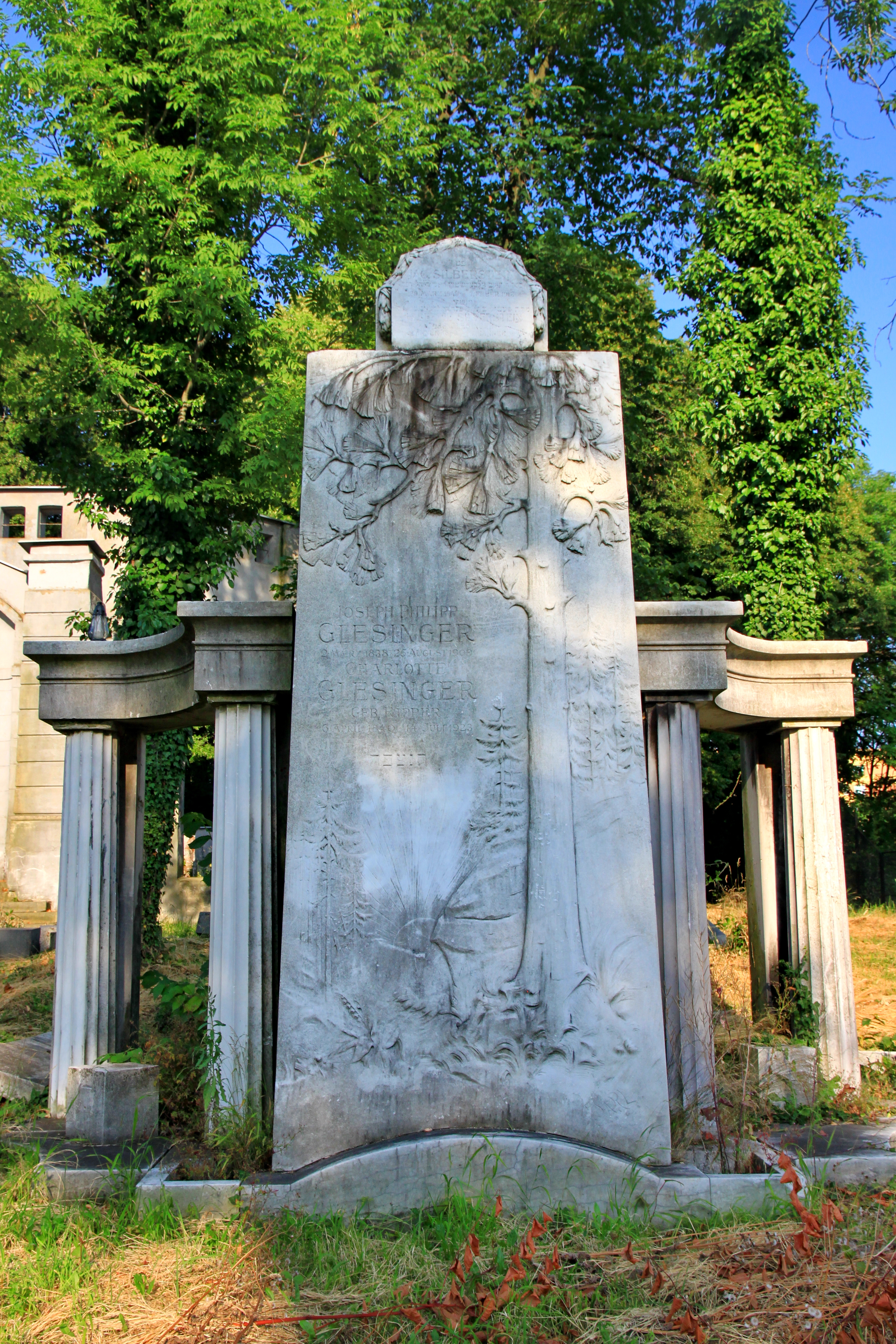
Pomnik w klasycystycznym stylu
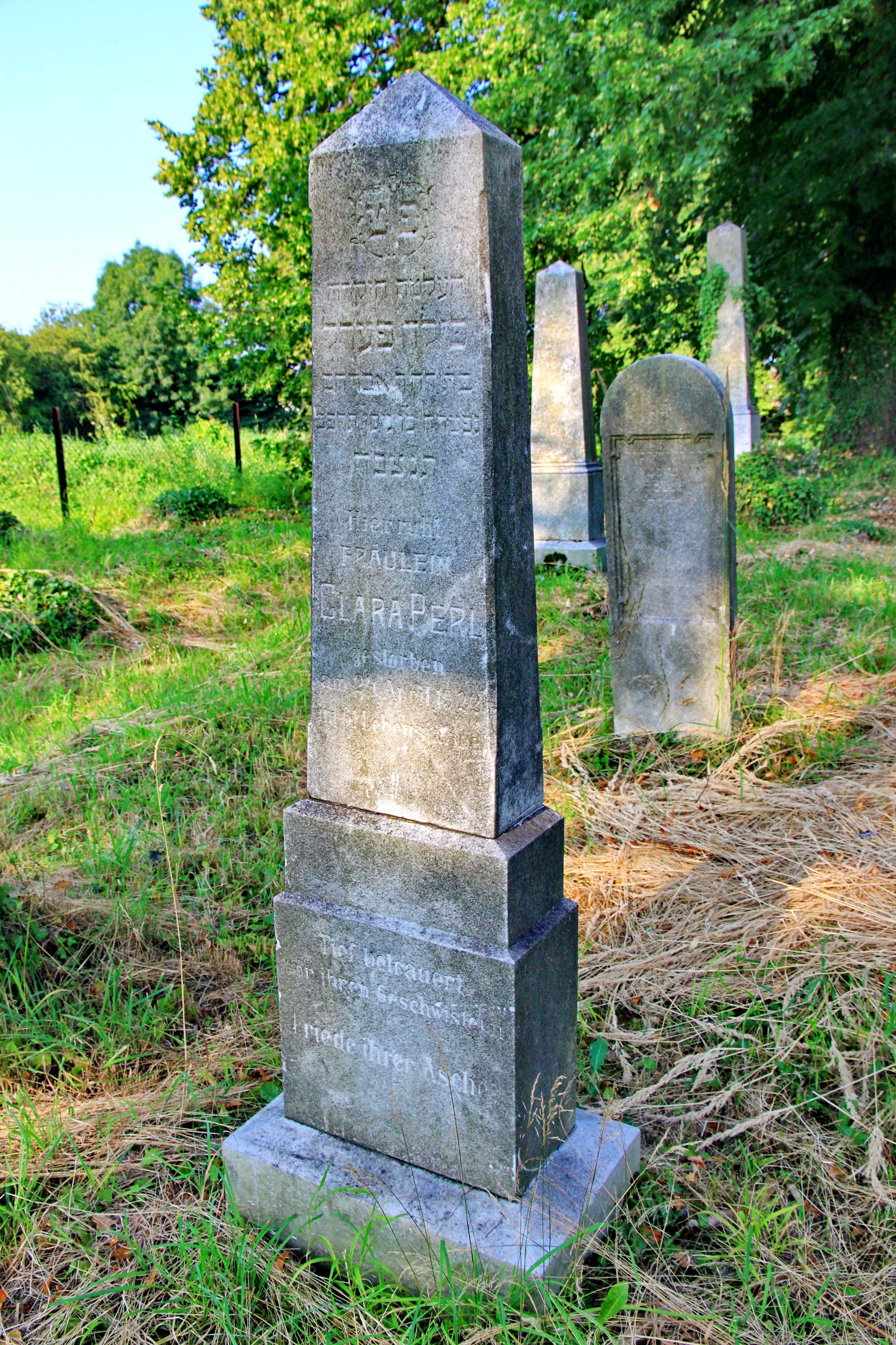
Macewy z XX wieku
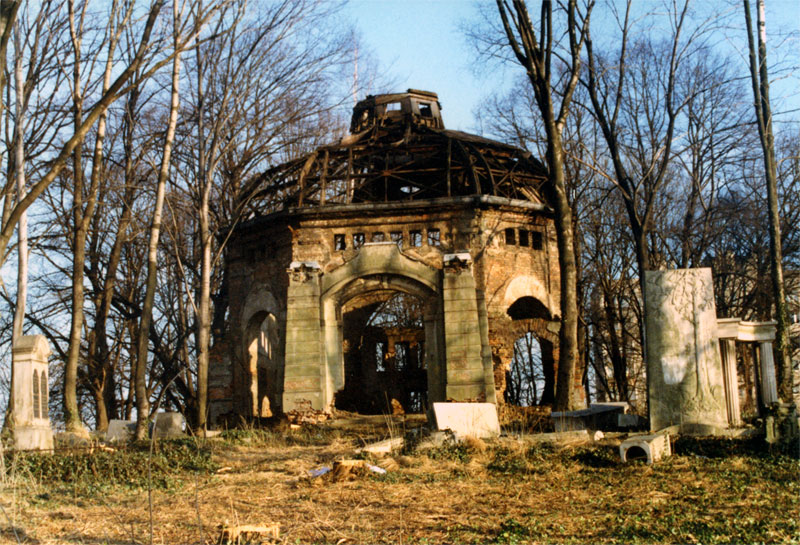
Dom przedpogrzebowy (stan sprzed 1999 roku)
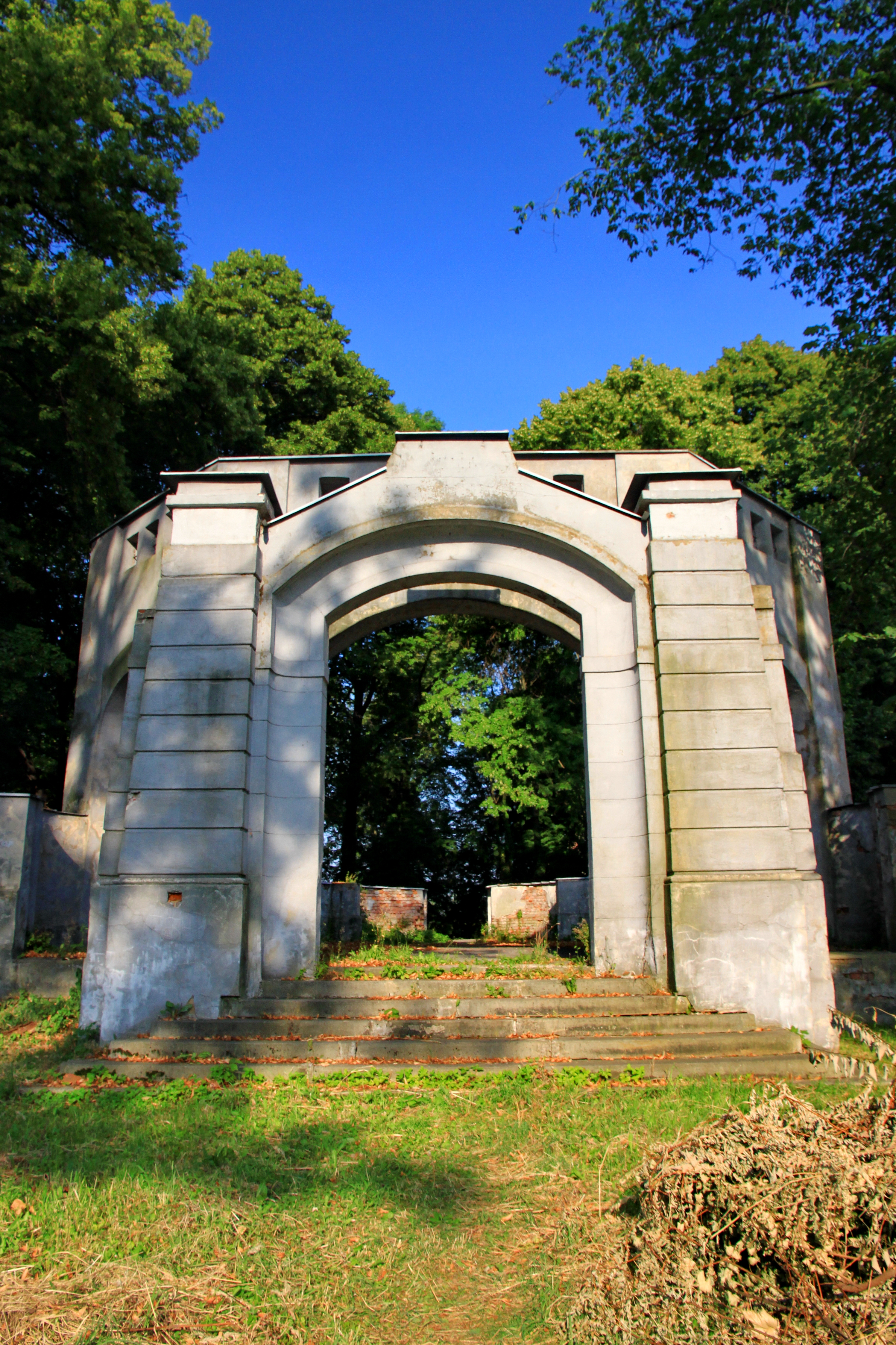
Stan obecny domu przedpogrzebowego
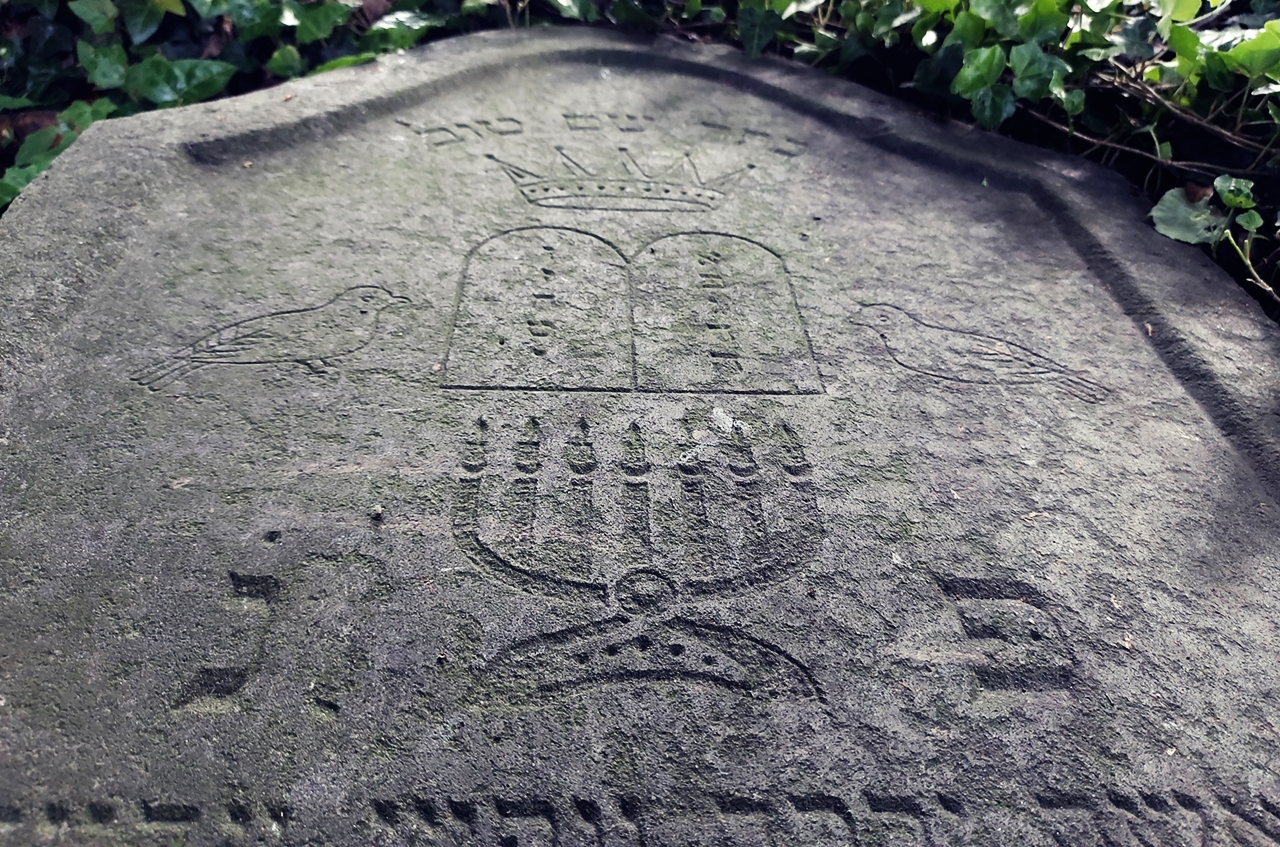
Zwieńczenie macewy Buny Horowitz-Teitelbaum

## Znane osoby pochowane na cmentarzu
- Moritz Fasal (1841–1919) – producent wódek i likierów, cesarsko-królewski dostawca dworu
- Joseph Philipp Glesinger (1838–1909) – właściciel zakładów przetwórstwa drewna, prezes gminy żydowskiej
- Ozjasz Storch (1913–1938) – strzelec 1 Pułku Strzelców Podhalańskich poległy podczas zajmowania terenów wokół Czadcy przez Wojsko Polskie
- Bona Teitelbaum (zm. 1937) - żona ortodoksyjnego rabina Majera Teitelbauma z Czeskiego Cieszyna i córka ortodoksyjnego rabina Mordechaja Horowitza. Na inskrypcji nagrobnej wywodzi swoją genealogię od cadyka Naftalego Cwi Horowitza z Ropczyc[4]
- Edward Weber (1897–1961) – ostatni przewodniczący Kongregacji Wyznania Mojżeszowego w Cieszynie